# Llei Moyano
La Llei Moyano és una llei d'instrucció pública, aprovada per decret el 9 de setembre de 1857 pel ministre liberal Claudio Moyano, estigué vigent fins a la Segona República Espanyola. Fou la primera llei en què l'Estat regulava els plans d'estudis intervenint en l'educació. Sobre el paper convertia l'ensenyament primari en universal i determinava la llengua castellana com a única a estudiar.